# Пусанский художественный музей (станция метро)
Станция «БЕКСКО» (кор. 벡스코역 Пексыкхоёк)— подземная станция Пусанского метро на Второй линии. Название до 21 ноября 2016 года — «Сирип-мисульгван» (кор. 시립 미술관). Она представлена двумя боковыми платформами. Станция обслуживается Пусанской транспортной корпорацией. Расположена в квартале У-дон административного района Хэундэ-гу города-метрополии Пусан (Республика Корея). Как следует из названия, Пусанский центр выставок и конференций «BEXCO» находится в непосредственной близости от станции. На станции установлены платформенные раздвижные двери.
Станция была открыта 29 августа 2002 года.
Рядом с станцией расположены:
- Пусанский художественный музей
- Олимпийский парк
- Сентум Сити
- Пусанский выставочный конференц-центр